# Ngiemboon
El ngiemboon és una de les onze llengües bamiléké del Camerun, parlada a la regió de l'Oest, el departament dels Bamboutos, el districte de Batcham, a l'oest del districte de Mbouda a Balatchi, igualment al departament de la Menoua, al nord de Penka-Michel.
Els seus dialectes són el Bangang, el Batcham, el Balatchi, el Bamoungong i el Balessing.
L'any 2000, el nombre de locutors era estimat a 250.000.

## Escriptura
| Majúscules | Majúscules | Majúscules | Majúscules | Majúscules | Majúscules | Majúscules | Majúscules | Majúscules | Majúscules | Majúscules | Majúscules | Majúscules | Majúscules | Majúscules | Majúscules | Majúscules | Majúscules | Majúscules | Majúscules | Majúscules | Majúscules | Majúscules | Majúscules | Majúscules | Majúscules | Majúscules | Majúscules | Majúscules | Majúscules | Majúscules | Majúscules | Majúscules | Majúscules | Majúscules | Majúscules | Majúscules | Majúscules | Majúscules | Majúscules | Majúscules | Majúscules | Majúscules | Majúscules |
| ---------- | ---------- | ---------- | ---------- | ---------- | ---------- | ---------- | ---------- | ---------- | ---------- | ---------- | ---------- | ---------- | ---------- | ---------- | ---------- | ---------- | ---------- | ---------- | ---------- | ---------- | ---------- | ---------- | ---------- | ---------- | ---------- | ---------- | ---------- | ---------- | ---------- | ---------- | ---------- | ---------- | ---------- | ---------- | ---------- | ---------- | ---------- | ---------- | ---------- | ---------- | ---------- | ---------- | ---------- |
| A          | B          | C          | D          | E          | Ɛ          | F          | G          | H          | I          | J          | K          | L          | M          | N          | Ŋ          | O          | Ɔ          | P          | R          | Pf         | S          | Sh         | T          | Ts         | U          | Ʉ          | V          | W          | Ẅ          | Hi         | Ÿ          | Z          | ʼ          |            |            |            |            |            |            |            |            |            |            |
| Minúscules |            |            |            |            |            |            |            |            |            |            |            |            |            |            |            |            |            |            |            |            |            |            |            |            |            |            |            |            |            |            |            |            |            |            |            |            |            |            |            |            |            |            |            |
| a          | b          | c          | d          | e          | ɛ          | f          | g          | h          | i          | j          | k          | l          | m          | n          | ŋ          | o          | ɔ          | p          | r          | pf         | s          | sh         | t          | ts         | u          | ʉ          | v          | w          | ẅ          | hi         | ÿ          | z          | ʼ          |            |            |            |            |            |            |            |            |            |            |